# Daphne Millbrook
Daphne Millbrook is een personage uit de televisieserie Heroes. Ze wordt gespeeld door Brea Grant. Daphne is een Speedster, wat inhoudt dat ze op supersonische snelheden kan bewegen.

## Derde Seizoen

### The Second Coming
Wanneer Hiro staat te kijken naar een dvd die zijn vader hem heeft nagelaten en een helft van "de formule" in zijn handen heeft, steelt Daphne het papiertje met de formule. Hiro stopt onmiddellijk de tijd en volgt het "spoor" dat ze heeft nagelaten. Ze blijkt eerst gestopt te zijn, maar wanneer het spoor achter haar verdwijnt kan ze weer bewegen, maar niet meer op supersonische snelheden. Ze is verbaasd en vraagt aan Hiro hoe hij bij haar heeft kunnen komen. Hiro legt haar uit dat hij de tijd kan stoppen. Uiteindelijk slaat ze hem bewusteloos en rent weg.

### The Butterfly Effect
Daphne komt erachter dat Hiro en Ando hebben ingebroken in haar appartement. Ze hebben een gouden medaille van haar, die ze op school had gewonnen door een hardloopwedstrijd te winnen, gestolen. Daphne probeert het terug te pakken, maar Hiro teleporteert steeds weg als ze dichtbij komt. Hij wil de medaille ruilen tegen de formule. Ze accepteert, maar wanneer ze dichtbij is wil ze de medaille pakken en wegrennen. Hiro stopt de tijd en houdt haar daarmee tegen. Zij vraagt hem of de formule meer waarde heeft voor hem dan zijn vriend en houdt een mes tegen Ando's keel. Hiro 'geeft toe' en geeft haar de medaille. Daphne merkt echter niet op dat er een zendertje op de achterkant zit. Hiro wilde daarmee ook de tweede helft van de formule bemachtigen.